# Vanda Dignani Grimaldi
Vanda Dignani, coniugata Grimaldi (San Severino Marche, 25 luglio 1930 – Matelica, 18 aprile 2019), è stata una politica italiana.

## Biografia
Laureata in filosofia e insegnante, fu impegnata in politica con il Partito Comunista Italiano. 
Nel 1983 divenne deputata della Repubblica, esponente dell'Unione italiana ciechi, fu la prima donna non vedente eletta nel parlamento italiano. Confermò il seggio a Montecitorio anche alle elezioni politiche del 1987. Dopo la svolta della Bolognina aderì al Partito Democratico della Sinistra, che rappresentò alla Camera fino al 1992.
Fu anche consigliera comunale a San Severino Marche dal 1990 al 1993 e poi consigliera e assessora a Matelica dal 1995 al 1999.
Morì il 18 aprile 2019 all'età di 89 anni.